# Filóti
Filóti (en grec moderne : Φιλώτι) est une ville grecque située sur l'île de Naxos. Il s'agit du plus grand village de l'île par la population et la superficie.